# 奈杰尔·里德
奈杰尔·里德（英語：Nigel Read，20世纪—），英国男子赛艇运动员。他曾代表英国参加世界赛艇锦标赛，获得三枚金牌、一枚银牌和一枚铜牌，均来自轻量级项目。